# Martina Voss-Tecklenburg
Martina Voss-Tecklenburg (Duisburg, 22 de desembre de 1967) és una entrenadora i exfutbolista alemanya. D'ençà el 2018, dirigeix a la selecció femenina de futbol d'Alemanya.
Com a futbolista jugava en la posició de migcampista i va ser internacional absoluta amb la selecció alemanya, on va jugar 125 partits i va marcar 27 gols entre el 1984 i el 2000.

## Trajectòria com a entrenadora
Després de retirar-se com a futbolista, Voss-Tecklenburg va treballar com a entrenadora interina del SV Straelen de l'Oberliga.
Des del febrer del 2008 fins al febrer del 2011 va ser l'entrenadora del FCR 2001 Duisburg. Amb el club va guanyar la Lliga de Campions Femenina de la UEFA de 2009 i dues Copes Femenines de la DFB, el 2009 i 2010. El juny de 2011 va fitxar per un any pel FF USV Jena de la Bundesliga, però va deixar l'equip el gener de l'any següent per a ser l'entrenadora de la selecció de Suïssa.

## Palmarès

### Com a jugadora
| Títol                            | Equip             | País             | Any  |
| -------------------------------- | ----------------- | ---------------- | ---- |
| Copa de futbol femení d'Alemanya | KBC Duisburg      | Alemanya         | 1983 |
| Copa de futbol femení d'Alemanya | TSV Siegen        | Alemanya         | 1989 |
| Copa de futbol femení d'Alemanya | TSV Siegen        | Alemanya         | 1993 |
| Copa de futbol femení d'Alemanya | FCR 2001 Duisburg | Alemanya         | 1998 |
| Bundesliga                       | KBC Duisburg      | Alemanya         | 1985 |
| Bundesliga                       | TSV Siegen        | Alemanya         | 1990 |
| Bundesliga                       | TSV Siegen        | Alemanya         | 1991 |
| Bundesliga                       | TSV Siegen        | Alemanya         | 1992 |
| Bundesliga                       | TSV Siegen        | Alemanya         | 1994 |
| Bundesliga                       | FCR 2001 Duisburg | Alemanya         | 2000 |
| Eurocopa Femenina                | Alemanya          | Alemanya         | 1989 |
| Eurocopa Femenina                | Alemanya          | Dinamarca        | 1991 |
| Eurocopa Femenina                | Alemanya          | Alemanya         | 1995 |
| Eurocopa Femenina                | Alemanya          | Noruega / Suècia | 1997 |

### Com a entrenadora
| Títol                            | Equip             | País     | Any  |
| -------------------------------- | ----------------- | -------- | ---- |
| Copa de futbol femení d'Alemanya | FCR 2001 Duisburg | Alemanya | 2009 |
| Copa de futbol femení d'Alemanya | FCR 2001 Duisburg | Alemanya | 2010 |
| Lliga de Campions                | FCR 2001 Duisburg | Alemanya | 2009 |

### Distincions individuals
| Distinció                               | Any  |
| --------------------------------------- | ---- |
| Futbolista femenina de l'any a Alemanya | 1996 |
| Futbolista femenina de l'any a Alemanya | 2000 |